# جاندار مدل

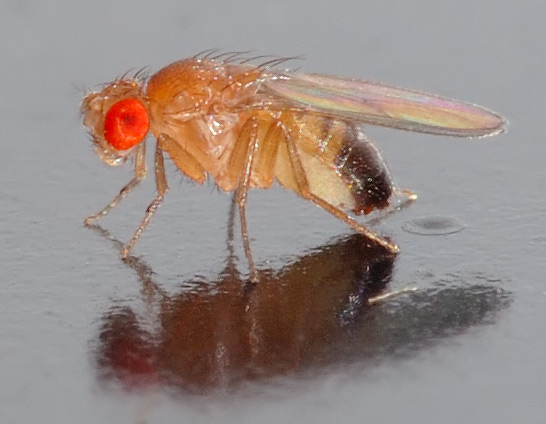

جاندار مدل یک گونه غیرانسانی است که برای درک پدیده‌های زیستی خاص با انتظار اکتشافات جدید و نوآوری در مدل جاندار به‌طور گسترده مورد مطالعه و بررسی قرار می‌گیرد و به گونه‌ای دیدی نسبت به ساختار ارگانیک جانداران با استفاده از آن‌ها شکل می‌گیرد که می‌توان از این بینش در گسترش علم زیستی انسان استفاده کرد.
مدل‌های جاندار، مدل‌هایی همانند درون بدن انسان هستند و به‌طور گسترده برای پژوهش بیماری‌های انسانی هنگامی‌که قرار است آزمایشی برای شناخت یک بیماری انسانی انجام شود، مورد استفاده قرار می‌گیرد. این استراتژی میان همه جانداران مشترک است و مسیرهای متابولیک و رشد و نمو و مواد ژنتیکی را به‌صورت فرگشتی پوشش می‌دهد.
مطالعات جاندار بسیار مفید و آموزنده می‌باشد اما باید در انتخاب و تطبیق آن‌ها برای مسائل مربوطه نیز بسیار دقت نمود.